# Кальюлайд, Раймонд
Раймонд Ка́льюлайд (эст. Raimond Kaljulaid; род. 27 января 1982, Таллин, Эстонская ССР) — эстонский политик. В 2016-2019 гг.— старейшина городской управы района Пыхья-Таллинн. С 4 апреля 2019 года — член XIV созыва Рийгикогу.

## Биография
Раймонд родился в 1982 году в Таллине в районе Пыхья-Таллинн.
С 2001 по 2019 год был членом Центристской партии Эстонии. В 2002—2004 гг. был советником Эдгара Сависаара по связям с общественностью. В 2009 году основал первое в Эстонии предприятие, занимающиеся контент-маркетингом. Работая в сфере маркетинга, помогал Центристской партии в проведении избирательной кампании. 9 марта 2016 года стал старейшиной городской управы Пыхья-Таллинна.
На выборах в местные самоуправления в 2017 году получил второй результат по стране, набрав 5521 голос и тем самым опередив ведущего политика от Центристской партии Яну Тоом, которая шла первым номером в избирательных списках в том же избирательном округе. После выборов продолжил работу в качестве старейшины городской управы Пыхья-Таллинна.
С 2017 по март 2018 года Кальюлайд был президентом футбольного клуба «Вольта».
На чрезвычайном конгрессе Центристской партии 5 ноября 2016 года Раймонд Кальюлайд был избран в правление Центристской партии 295 голосами. На выборах в правление центристской партии в 2018 году Кальюлайд набрал наибольшее количество голосов (488) и был переизбран на новый срок. В марте 2019 года Раймонд Кальюлайд вышел из правления Центристской партии из-за начало переговоров с партией ЕКРЕ. 5 апреля вышел из рядов Центристской партии.
В 2018 году Раймонд Кальюлайд был удостоен премии ЕЛЬМО, вручаемой Varjupaikade MTÜ. Премия выдается выдающимся должностным лицам, активно сотрудничавшим с организацией за последний год.
В 2018 году Раймонд Кальюлайд занял 78 место из 100 самых влиятельных людей в Эстонии, а также 11 место по влиянию на русскоязычное население страны.
Является автором книги «Winning Elections: Strategies and Principles for Victory in the War for Votes»
В мае 2019 года баллотировался в Европейский парламент от Эстонии под номером 164, набрав 20 643 голосов в Европарламент не прошел.
7 ноября 2019 года вступил в ряды Социал-демократической партии Эстонии.

## Политические взгляды
Придя в политику, пожелал Эстонии отказаться от табу, которые делают систему управления государством медлительной и неповоротливой. По его мнению, Эстония как небольшая страна могла бы быть более динамичной в решении своих экономических и социальных вопросов.
Раймонд Кальюлайд считает, что для того, чтобы сократить количество смертей от наркомании, а также преступлений на почве наркомании, политика по проблемам наркозависимости нуждается в принципиальных изменениях.
Является автором статей в прессе, посвященных проблемам чрезмерного регулирования сферы бизнеса государством и проблемам налогообложения машин, принадлежащих предприятиям. Также критически высказывался в отношении Таллинского телевидения.
Для снижения уровня коррупции предложил изменить схему финансирования партий, которая ограничивала бы возможность партий делать самостоятельные затраты на избирательные кампании и получать финансирование не из законных источников.
По оценке Раймонда Кальюлайда, государство должно в интересах жертв семейного насилия узаконить возможность электронного оформления развода (э-развод), позволяющую пережившим насилие людям проще и быстрее прекратить сопряженные с насилием отношения.
Став старейшиной Пыхья-Таллина, прекратил финансирование масштабных мероприятий и перенаправил освободившиеся средства на поддержание порядка в районе.

## Личная жизнь
Раймонд Кальюлайд — брат экс-президента Эстонии Керсти Кальюлайд.
Раймонд Кальюлайд встречался с дочерью Эдгара Сависаара — Марией Сависаар.
С 2008 по 2016 год был женат на фотографе Ольге Макиной.
15 июня 2019 года стало известно, что Раймонд женился на Яне Пальм. В июле 2020 года у них родилась дочка, которой дали имя Ида.
Увлекается фотографией.
Владеет эстонским, английским и русским языками.
Первым из эстонских политиков позировал обнаженным. Снимки были сделаны фотографом Крыыт Таркмеэль и использованы в журнале «Анне и Стиль», в рубрике «Истории тела».
Не отрицает, что в молодости пробовал наркотики.

## Публикации
http://epl.delfi.ee/news/arvamus/raimond-kaljulaid-firmaautode-maksustamisest-kui-riik-tahab-maksustada-autosid-siis-tulebki-maksustada-autosid-selle-asja-nimi-on-automaks?id=71701213
https://arvamus.postimees.ee/4300733/raimond-kaljulaid-jargmiste-valimiste-pohikusimus-kas-evolutsioon-voi-revolutsioon
23.08.2017 EPL: “Eesti vajab fundamentaalset muutust uimastipoliitikas”
17.08.2017 EPL: “Korruptsiooni vähendamiseks peab riik võtma erakondadelt õiguse ise reklaami osta ja äkki peaks ERRi lubama poliitreklaami?”
10.08.2017 Delfi: “Killustunud linnavalitsus ja pidev “diilitamine” võib tööd küll anda, kuid mitte tallinlastele, vaid kapole”
31.05.2017 ERR: “Reformierakonna lubadusi ei mäleta 2030. aastal enam keegi”
30.05.2017 Delfi: “Jutud paremvalitsusest on selgelt lihtsalt spinn. Nutikas spinn iseenesest“
10.05.2017 Postimees: “Verbaalne vägivald hävitab avalikku debatti“
29.03.2017 Delfi: “Tallinna linna juhtimine on oluliselt muutunud, mingit “maffiatüüpi organisatsioonikultuuri” Tallinnas ei ole“
17.03.2017 Delfi: “Keskmise ja väiksema sissetulekuga inimeste heaks tehtud otsuseid vihkavad oravaparteilased kirglikult. Nii Michali kui Pevkuri pooldajad”
27.02.2017 Õhtuleht: “Keskenduda tuleb küünarnukitunde taastamisele”
20.02.2017 Postimees: “Vastulause: Postimehe reitingulugu solvas Keskerakonda”
08.01.2017 Õhtuleht: “Pevkuri võit on tagatoa selge kaotus”
30.12.2016 EPL: “Mida teha, et Eesti ei saaks oma Trumpi ja Brexitit?”
28.12.2016 Postimees: “Raimond Kaljulaid: Keskerakonna valimisvõite pole toonud idaideoloogia”
08.03.2016 Best Marketing “Raimond Kaljulaid räägib, miks ta poliitikasse läheb”
24.07.2016 ERR Uudised: “Raimond Kaljulaid: “uue generatsiooni” keskerakondlane soovitab Eestil tabudest loobuda”
08.12.2016 EPL: “Alkoholi- ja automüüjate lobitöö on väga võimas. Rainer Vakra pärast me uut kongressi ei tee”
30.11.2016 EPL: “Oravaid ootab kriis, huvi Repinski vastu võiks raugeda, Vabaerakonna õhupallist lastakse õhku välja”
22.11.2016 Delfi: “Peaminister peaks toetama majanduskasvu ja viima selle paljudeni, mitte mässama idufirmade ja puukelladega”
12.11.2016 EPL: “Brexit, Trump, pagulased, äärmuslased… Ärgake üles, suured muutused jõuavad Eestisse tavaliselt hilinemisega, aga jõuavad!”
01.11.2016 EPL: “Saadame ametnikud Hiina, mitte Lasnamäe servale”
12.10.2016 EPL: “Jüri Ratas hakkab juhtima Keskerakonda, kes paneb Taavi Rõivase tooli veel rohkem kõikuma””
30.09.2016 EPL: “Toomil, Kõlvartil ja Ivanoval oleks mõistlikum jätkata Keskerakonnaga”
24.09.2016 EPL: “Miks Marina Kaljurand täna kaotas?”
02.09.2016 EPL: “Kallasel Riigikogus ei õnnestunud, miks hiljem peaks? Kaljuranna toetust avalikkuse silmis suurendab see, et ta justkui ei kuulu ühtegi erakonda”
09.08.2016 EPL: “5+1 põhjust, miks Allar Jõks presidendina oleks katastroof – kingitus parempoolsetele, kaotus Eesti rahvale”
03.07.2016 Delfi: “Laske maha, pange kinni!” suhtumine narkoprobleemi ei lahenda”
05.06.2016 EPL: “Sotside agressiivne soov defineerida uus “põhikonflikt” ühiskonnas on vesi EKRE veskile”
08.05.2016 EPL: “Kaotame ära kõik praegused maksud. Kindel kuutasu, null protsenti ajuvabadus t”
03.01.2016 EPL: “Parts on kooseluseaduse pantvang”